# 暗黒神伝承 武神
『暗黒神伝承 武神』（あんこくしんでんしょう たけがみ）は、J.C.STAFFが1990年から1992年にかけて制作した全3話のOVA（オリジナルビデオアニメ）。

## あらすじ
山間部の大きな湖のほとりにある地方の町、武速は竜の伝説で知られていた。そこに住む天野照美は、幼い頃に虐められて泣いていた時に、八頭龍神社の息子で幼馴染の朱砂晃一から、竜王窟での願い事についての話を聞く。
そして刻が過ぎ、高校生となった二人は同じ学校に通うようになる。照美は晃一に密かに想いを寄せるが、晃一に言い寄る美しくも高慢な同級生、高原素子を前にそばかす顔の自らの容姿にコンプレックスを感じてしまい、なかなか言い出せずにいた。
そして新嘗の日に催された神社の祭りの夜、照美は禁忌を破って竜王窟を訪れる。美人になりたいという願いをするために。
しかし結界を破った結果、彼女は封じられた竜に憑依されてしまう。
そして晃一は夜、入浴中に根の国の須佐と名乗る声を聞く。その声の主は、竜が結界を破ったので晃一の体を借りて、これを討つと告げる。その瞬間晃一は意識を失う。
そして武速では女性の連続殺人事件が起きる。これは晃一に憑いた彼の先祖スサノオの仕業であった。結界を破った竜は次々に女性に憑依していたのである。
一夜にしてそばかすが消え、美人になった照美であったが、自分が触った物が枯れていったり死んだりすることに気付き、恐怖する。
竜を追う尼僧、松浦小夜子は学校に向かう晃一を呼び止め、彼がスサノオに憑かれたこと、竜の結界が破られたこと、そして竜に願いをした者がいることを告げる。
それが照美であることを悟った晃一は学校に向かうが、時すでに遅し。彼女はついには高原素子をも殺めてしまった。照美の体と意識はほぼ竜に乗っ取られていたのである。スサノオは照美を殺そうとするが晃一はそれを拒み、敗北する。
竜王窟の岩盤に封じられた竜は、照美を自らの体に取り込み、復活を成し遂げようとする。それを阻止せんと、松浦小夜子は竜王窟で竜と戦う。そこに晃一も駆けつけるが、二人は敗れ、岩盤から噴き出した水流に飲み込まれてしまう。かくて竜は完全復活し、湖からその巨体を現し、武速の町を破壊する。だが自らの意思でスサノオを降ろした晃一は、巨大な武神となって竜に立ち向かうのであった。

## 登場人物

### 主要人物
朱砂 晃一（すさ こういち）
声 - 井上和彦

天野 照美（あまの てるみ）
声 - 日髙のり子

松浦 小夜子（まつうら さよこ）
声 - 榊原良子

高原 素子（たかはら もとこ）
声 - 佐久間レイ

スサノオ
声 - 若本規夫

龍神（りゅうじん）
声 - 小川真司

慈雲坊（じうんぼう）
声 - 速水奨

### その他
- 晃一の父 - 藤本譲
- 美智子 - 津野田なるみ
- OL - 冬馬由美
- 陽子 - 浅野典子
- 男子生徒 - 高木渉
- 僧正 - 坂口芳貞
- 征二郎 - 松本保典
- ラゴ - 高木渉
- 心庵 - 中村大樹
- 坊庵 - 鈴木勝美
- 雲慶 - 森川智之
- レポーター - 永堀美穂
- 母親 - 高木早苗
- アナウンサー - 梅津秀行
- ヤクザA - 掛川裕彦
- 飲屋のおやじ - 岡和男
- 五月 - 冬馬由美
- 五月の父 - 平井隆博
- 狂気の男 - 髙嶺巌
- 美佐子 - 神宮寺弥生
- 坂上 - 森川智之

## 挿入歌

### 「天翔」
作詞 - 松本花奈 / 作曲 - 長岡成貢 / 唄 - 佐藤幸世

## スタッフ
- 原作・監督・脚本 - 山崎理
- 制作プロデューサー - 島崎克実
- 制作担当 - 谷口悟朗
- スタジオマネジメント - 磯村治、山田良一
- 企画 - 長谷川誠（日本ビクター）、宮田智行（J.C.STAFF）
- プロデューサー - 阿部倫久、小松茂明
- キャラクターデザイン・作画監督 - 大貫健一
- モンスターデザイン・作画監督 - 大張正己
- 美術監督 - 砂川千里
- 撮影監督 - 安津畑隆
- 音響監督 - 本田保則
- 作画監督補 - 西井正典
- 音楽 - 長岡成貢
- 色彩設定 - 武内和子
- 色指定・検査 - 石田幸恵
- 特殊効果 - グレル工房、阿部郷
- 制作協力 - 南町奉行所
- 制作 - J.C.STAFF
- 製作 - 日本ビクター

## 関連商品

### VHS
- 『暗黒神伝承 武神 / 第一幕「十六夜情話」』 （1990年3月23日発売、43分収録） JHE-254
- 『暗黒神伝承 武神 / 第二幕「八百比丘尼」』 （1991年7月26日発売、45分収録） JHE-319
- 『暗黒神伝承 武神 / 終幕「水蛭子奇譚」』 （1992年1月24日発売、41分収録） JHE-335

### LD
- 『暗黒神伝承 武神 / 全幕集BOX』 （138分収録） JVLA-11/3

### 音楽CD
- 『暗黒神伝承 武神 / 劇中音楽集』 （ビクターエンタテインメント、1991年7月3日発売） VICL-171